# Alexander Esswein
Alexander Esswein (født d. 25 marts 1990) er en tysk professionel fodboldspiller, som spiller for SV Sandhausen.

## Klubkarriere

### Kaiserslautern & Wolfsburg
Esswein begyndte sin karriere hos Kaiserslautern hvor han fik sin professionelle debut i 2007.
Esswein skiftede i juli 2008 til Wolfsburg. I sin tid hos Wolfsburg spillede Esswein hovedsageligt for reserveholdet, men var med på holdet da Wolfsburg vandt Bundesligaen i 2008-09 sæsonen.

### Dynamo Dresden
Esswein skiftede august 2010 til Dynamo Dresden.

### Nürnberg
Efter at have imponeret i Dresden, skiftede Esswein i juli 2011 til Nürnberg.

### Augsburg
Esswein skiftede i januar 2014 til Augsburg.

### Hertha Berlin
Esswein skiftede i august 2016 til Hertha Berlin.

#### Lån til Stuttgart
Esswein blev i januar 2019 udlånt til Stuttgart, med en mulighed for at gøre aftalen permanent. Det besluttede Stuttgart dog imod.

### Sandhausen
Esswein skiftede i oktober 2020 til Sandhausen.

## Landsholdskarriere
Esswein har repræsenteret Tyskland på flere ungdomsniveauer.

## Titler
Wolfsburg
- Bundesliga: 2008-09